# Шликас, Мартинас
Мартинас Шликас (лит. Martynas Šlikas, родился 21 ноября 1977 в Рокишкисе) — литовский хоккеист, центральный нападающий вильнюсского клуба «Хоккей Панкс». По профессии юрист. Сын хоккейного тренера Витаса Шликаса, старший брат Каролиса Шликаса, также хоккеиста. Выступал также за электренайскую «Энергию» и ныне несуществующий «Нямунас».